# 2023년 일본의 텔레비전 드라마 목록
다음은 2023년에 일본의 텔레비전에서 방송 예정인 드라마 프로그램을 나열한 목록이다.

## 시기 미정
- 《House of the Owl》(디즈니+)
- 《THE DAYS》(Netflix)
- 《TOKYO MER 스페셜》(TBS)
- 《갈라파고스》(NHK BS 프리미엄)
- 《기버 테이커》(WOWOW)
- 《나가탄과 파랑과-일일의 요리 첩-》(WOWOW)
- 《내 사랑스러운 요괴 여자친구》(Amazon)
- 《드래프트 킹》(WOWOW)
- 《뭔가 이상한 2》(Paravi)
- 《미타라이 가, 불타다》(Netflix)
- 《스탠드 UP 스타트》
- 《시티헌터》(Netflix)
- 《여행자 어서와 '나가노편' '효고편'》(NHK BS 프리미엄)
- 《왕생시의 의미를 알고!》
- 《이세계 주점 노부 Season3～황제와 오이리아 공주편～》(WOWOW)
- 《이혼하자》(TBS)
- 《저 녀석이 능숙하고 서툴러서 나로 시즌2》
- 《전력으로 사랑해도 될까?》
- 《큐브 25주년 기념 작품(가청)》
- 《펜스》(WOWOW)

## 1분기
- 《6초간의 궤적～불꽃놀이사 모치즈키 세이타로의 우울～》(TV 아사히)
- 《17세의 감독 ～나고야행 최종열차 오가키시편～》(나고야 TV)
- 《100만회 말하면 좋았어》(TBS)
- 《3000원 엔의 사용법》(도카이 TV)
- 《A2Z》(프라임 비디오)
- 《À Table! ～역사의 레시피를 만들 수 있는～》(BS 쇼치쿠 도큐)
- 《REAL⇔FAKE Final Stage》(마이니치 방송)
- 《Get Ready!》(TBS)
- 《가전 사무라이 스페셜 스톱! 주신구라》(BS 쇼치쿠 도큐)
- 《경시청 아웃사이더》(TV 아사히)
- 《그래도 결혼하고 싶다고 녀석들이 말했다.》(TV 도쿄)
- 《그레이스 이력》(NHK BS 프리미엄)
- 《남편을 사회적으로 말살하는 5가지 방법》(TV 도쿄)
- 《내가 고등어하기 때문에》(NHK)
- 《내 남편은-그 딸의 연인-》(BS TV 도쿄)
- 《너는 나에게 가고 싶다》(아사히 방송)
- 《너에게 닿기를》(Netflix)
- 《네버 깁업! ~다케시마 수족관 이야기~》(도카이 TV)
- 《닌자에게 결혼은 어렵다》(후지 TV)
- 《다음 생에는 제대로 하겠습니다 3》(TV 도쿄)
- 《대병원 점거》(닛폰 TV)
- 《대하드라마가 태어난 날》(NHK)
- 《리버설 오케스트라》(닛폰 TV)
- 《리에존-어린이 마음 클리닉-》(TV 아사히)
- 《마츠오 스즈키와 30분 여배우 제3탄》(WOWOW)
- 《바른연애 길잡이》(TV 아사히)
- 《바츠이치 두사람의 미정 관계~ "보통", 그만 둡니다!편》(TV 아사히)
- 《별이 내리는 밤에》(TV 아사히)
- 《브라더 트랩》(TBS)
- 《브러쉬 업 라이프》(닛폰 TV)
- 《빠지는 남자에게 걷어차주고 싶은 여자》(TV 아사히)
- 《사람이라면 기꺼이!》(아사히 방송)
- 《스키스키 원완!》(닛폰 TV)
- 《신부 미만 이스케이프 완결편》(TV 도쿄)
- 《신춘 드라마 스페셜 DOCTORS～최강의 명의～ 파이널》(TV 아사히)
- 《심령 그라인드하우스~잠자는~》(엔터메~텔레☆시네드라 버라이어티)
- 《어쩌지 이에야스》(NHK)
- 《어쩔 수 없는 우리들의 연애론》(닛폰 TV)
- 《엄마는 바텐더~오늘밤도 춤추자~》(BS 쇼치쿠 도큐)
- 《여신의 교실～리갈 청춘 백서～》(후지 TV)
- 《역시 좋지 않다고 생각합니다.》(TV 아사히)
- 《엔젤 플라이트》(프라임 비디오)
- 《오늘밤은 스키야키야》(TV 도쿄)
- 《오오쿠》(NHK)
- 《우리의 미세한 종말》(아사히 방송)
- 《우리의 파라다이스》(NHK BS 프리미엄)
- 《이마노 토시 서스펜스 기수 235》(TV 도쿄)
- 《이치케이의 까마귀 스페셜》(후지 TV)
- 《이치케이의 까마귀~이데 이오리, 사랑의 기록~》(후지 TV)
- 《인포머》(간사이 TV))
- 《일격》(NHK)
- 《카리아게군》(BS 쇼치쿠 도큐)
- 《초인간 히로시 전기》(NHK)
- 《친구는 악녀》(BS TV 도쿄)
- 《필살사업인 2023》(아사히 방송)
- 《함정의 전쟁》(간사이 TV)
- 《홀리데이~에도의 휴일~》(TV 도쿄)
- 《황혼에 손을 잡고》(TBS)

## 2분기
- 《나니와의 만찬! 맛있는 맛있는 달리기 밥》(아사히 방송)
- 《대부호 동심 3》(NHK BS 프리미엄)
- 《란만》(NHK)
- 《정의의 천칭 season2》(NHK)
- 《카자마 키미치카 -교장 0-》(후지 TV)
- 《픽서 Season1》(WOWOW)
- 《후지코·F·후지오 SF 단편 드라마》(NHK BS 프리미엄)

## 3분기
- 《애프터 아워즈 우리의 여행(가정)》(NHK)

## 4분기
- 《부기우기》(NHK)
- 《유유백서》(Netflix)

## 참고 자료
- ja:2023年のテレビドラマ (日本)

## 같이 보기
- 일본의 텔레비전 드라마 목록
- 2020년대 일본의 텔레비전 드라마 목록